# 栗原務
栗原 務（くりはら つとむ）は東京都出身のギタリスト。 

## 略歴
1984年に、ロックバンドEUROXでデビュー。デビュー曲は、サントリー・トロピカルドリンクのCM曲「Cold Line」。同曲はweaより12インチシングルとしてイタリアでリリース。EUROXはミキハウスやサントリー・バイオミンXなどのCMソング、テレビアニメ機甲界ガリアンのテーマソングなども手がけている。1987年、1stアルバム「MEGATREND」をリリース。栗原は1988年-1997年、バンド活動以外にスタジオ・ミュージシャンとして様々な歌手のレコーディングに参加。
1998年、Electric Guitar Quartetを結成、1stアルバム「Electric Guitar Quartet」リリース。2000年、2ndアルバム「Electric Guitar Quartet II」をリリース。ギターサウンドを極限まで追求した音楽性が話題を呼ぶ。
梅垣ルナと器楽曲グループ、"Lu7"を結成し、mp3.comを中心に活動を始める。音楽制作会社CRYSTAを設立し代表取締役社長に就任。
2002年、Lu7が1stアルバム「efflorescence」、2005年、2ndアルバム「L'esprit de l'exil」、2010年、3rdアルバム「Bonito」をそれぞれリリース。
2008年には活動を停止していたEUROXの活動再開を発表。2009年3月25日にEUROXのDVD付ミニアルバム 「Dig From The Past」を ヤマハA&Rよりリリース。2009年6月24日発売のOVA「聖闘士星矢 THE LOST CANVAS 冥王神話～主題歌集」のテーマソングをEUROXが担当。
2014年、Lu7が4thアルバム「Azurite Dance」をリリース。2018年、2ndアルバム「L'esprit de l'exil」に新たな録音を加えたリミックス/リマスター盤、「L'esprit de l'exil・revisite」をリリース。リットーミュージックよりCD付ギター教則本、「進化系ロック&フュージョン・ギター・スタイル レガート・ライン」を出版。
2019年、Lu7が5thアルバム「3395」リリース。2023年、6thアルバム「Charon Kalon」リリース。

## ディスコグラフィ
- EUROX
  - 「Cold Line」ワーナー・パイオニア
  - 「ガリアンワールド」ワーナー・パイオニア
  - 「MEGATREND」ワーナー・パイオニア
  - 「Dig From The Past」DVD付・ヤマハA&R
  - 「聖闘士星矢 THE LOST CANVAS 冥王神話〜主題歌集」東京ムービーレコード
- Electric Guitar Quartet
  - 「Electric Guitar Quartet」日本クラウン
  - 「Electric Guitar Quartet II」日本クラウン
- Lu7
  - 「efflorescence」mp3.com
    - 「efflorescence（リマスター）」musea（フランス）、インターミュージック

  - 「L'esprit de l'exil」musea（フランス）、インターミュージック
    - 「L'esprit de l'exil・revisite」ベガ・ミュージックエンタテインメント

  - 「Bonito」ベガ・ミュージックエンタテインメント
  - 「Azurite Dance」ベガ・ミュージックエンタテインメント
  - 「3395」ベガ・ミュージックエンタテインメント
  - 「Charon Kalon」ベガ・ミュージックエンタテインメント

## その他のレコーディング参加作品
- 中森明菜
  - 「不思議」「Wonder」「TATTOO」「I MISSED "THE SHOCK"」
- class「Mellow Prism」
- 米倉利紀
  - 「bella donna」「liberta」
- 小野正利「With All My Heart」
- 篠原利佳「世界中があなただったら」
- 田中美奈子「Virgin Eyes」
- ASTURIAS「イン・サーチ・オブ・ザ・ソウル・トゥリーズ」
- funta「顔でかーい」[1]
- MOMOKO「PRESSURE」
- きどりっこ「常夏姫」
- その他[2]。

## CM参加作品
- 「サントリー・トロピカルドリンク」
- 「サントリー・バイオミンX」
- 「ミキハウス」
- 「ダイハツ・ミラ」
- 「ケスラー」

## ゲーム関連参加作品
- 「ウェーブラリー」（PlayStation 2）
- 「ドリホー」（Xbox）

## サウンドトラックCD参加作品
- 「REMASTERED TRACKS ROCKMAN ZERO」
- 「REMASTERED TRACKS ROCKMAN ZERO Idea」
- 「REMASTERED TRACKS ROCKMAN ZERO Telos」
- 「REMASTERED TRACKS ROCKMAN ZERO Physis」
- 「REMASTERED TRACKS ROCKMAN ZERO Mythos」
- 「ROCKMAN ZX SOUNDTRACK -ZX TUNES-」
- 「ロックマンゼクス アドベント」
- 「ロックマン9 野望の復活!!アレンジサウンドトラック」
- 「ロックマンゼロコレクションサウンドトラック 響命」
- 「Bloodstained: Curse of the Moon Soundtrack」